# Fortaleny
Fortaleny é um município da Espanha, na província de Valência, Comunidade Valenciana. Tem 4,6 km² de área e em 2021 tinha 1 011 habitantes (densidade: 219,8 hab./km²). Pertence à comarca da Ribera Baixa e limita com os municípios de Sueca, Corbera, Cullera, Llaurí e Riola.